# Luxemburgischer Eishockeypokal 2002/03
Die Saison 2002/03 war die zehnte Austragung des luxemburgischen Eishockeypokals, des luxemburgischen Eishockeypokalwettbewerbs. Pokalsieger wurde zum insgesamt fünften Mal in der Vereinsgeschichte Tornado Luxembourg.

## Modus
In einer gemeinsamen Gruppenphase absolvierten die sechs Mannschaften jeweils zehn Spiele. Der Erstplatzierte der Gruppenphase wurde Meister. Für einen Sieg erhielt jede Mannschaft zwei Punkte, bei einem Unentschieden gab es ein Punkt und bei einer Niederlage null Punkte.

## Tabelle
|    | Klub                     | Sp | S | U | N | Tore   | Punkte |
| -- | ------------------------ | -- | - | - | - | ------ | ------ |
| 1. | Tornado Luxembourg       | 10 | 8 | 0 | 2 | 119:41 | 16     |
| 2. | ESV Bitburg              | 10 | 7 | 0 | 3 | 97:55  | 14     |
| 3. | Galaxians d’Amnéville II | 10 | 5 | 1 | 4 | 59:77  | 11     |
| 4. | EHC Zweibrücken II       | 10 | 4 | 0 | 6 | 65:76  | 8      |
| 5. | Rapids Remich            | 10 | 3 | 1 | 6 | 58:73  | 7      |
| 6. | EHC Trier II             | 10 | 1 | 2 | 7 | 43:109 | 4      |

Sp = Spiele, S = Siege, U = Unentschieden, N = Niederlagen